# Indianapolis Olympians
Die Indianapolis Olympians waren eine in Indianapolis, Indiana beheimatete Basketballmannschaft der NBA, die 1949 gegründet wurde und sich 1953 wieder auflöste. Die Olympians trugen ihre Heimspiele im Hinkle Fieldhouse aus.

## Geschichte
Nachdem sich 1949 die Indianapolis Jets aufgelöst hatten, wurden sie durch die Olympians ersetzt. Alex Groza und Ralph Beard von der University of Kentucky wurden unter Vertrag genommen, zwei Spieler des Teams, das 1948 bei den Olympischen Spielen mit der US-Mannschaft die Goldmedaille holen konnte. Auch Wallace Jones und Cliff Barker kamen zur Mannschaft.
Die erste Saison der Olympians endete nach einem ersten Platz in der Western Division der NBA und einem Erstrundenerfolg gegen die Sheboygan Red Skins in den Western Division Finals, wo man gegen die Anderson Packers verlor. In der darauffolgenden Saison erreichten sie Platz vier der Western Division, wurden aber in der ersten Runde von den Minneapolis Lakers geschlagen.
Nach dieser Saison wurden Alex Groza und Ralph Beard suspendiert, da sie sogenanntes „point shaving“ (Spielmanipulation) in ihrer Collegezeit betrieben hatten. Die nächsten beiden Spielzeiten endeten jeweils mit einem Ausscheiden in der ersten Runde gegen die Minneapolis Lakers. Nach dieser Spielzeit stellten die Olympians den Spielbetrieb ein und lösten sich im Anschluss auf.
Am 6. Januar 1951 besiegte die Mannschaft die Rochester Royals nach sechs Verlängerungen mit 75:73. Dies stellt bis heute das längste NBA-Spiel der Ligageschichte dar.